# 地方整備局

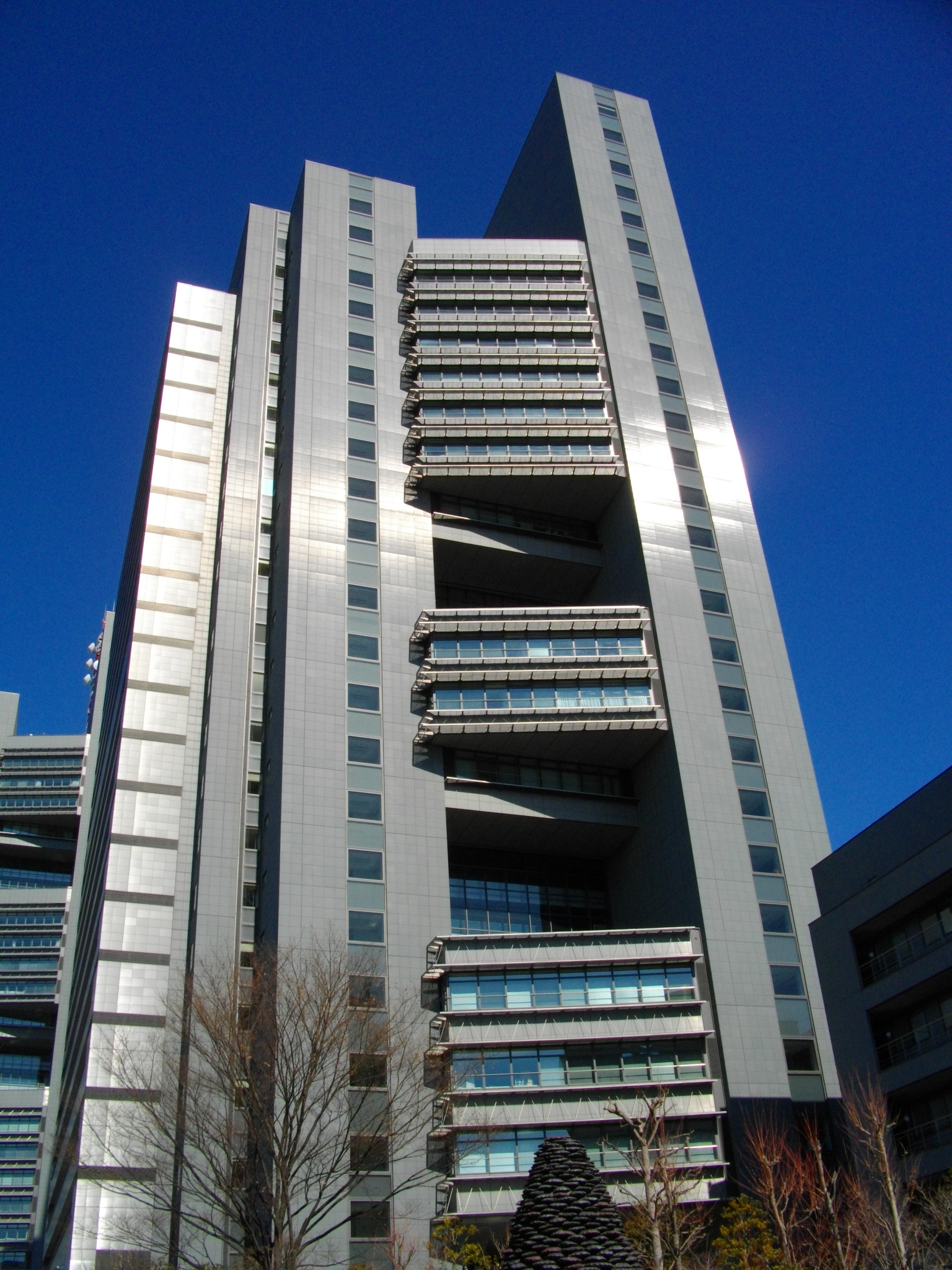
関東地方整備局が入るさいたま新都心合同庁舎2号館

地方整備局（ちほうせいびきょく、英語表記：Regional Development Bureau,または Regional Bureau）とは、国土交通省の地方支分部局のひとつ。直轄の道路、河川、ダム、砂防、港湾の整備および維持管理、空港基本施設の整備のほか、建設業や不動産業（宅地建物取引業）の許認可に関する業務や指導監督業務、建設関連の資格の取得に関わる行政機能などを所管している。

## 概要
全国を東北、関東、北陸、中部、近畿、中国、四国、九州の8地方整備局が管轄している。なお、北海道においては同省北海道開発局（農業土木も所管）、沖縄県においては、内閣府沖縄総合事務局開発建設部が所管している。
2001年（平成13年）1月、中央省庁再編にともない、運輸省（第一 - 第五港湾建設局）と建設省（東北、関東ほか計8地方建設局）の統合により、名称が港湾建設局・地方建設局から地方整備局に改編された。管轄区域は旧地方建設局とほとんど変わらない構成になっている。港湾空港部は管轄区域が微妙に異なる場合が見られ、北陸と四国を除いて本局所在地とは異なる所在地にある（平成18年、九州の港湾空港部本局は下関市から福岡市に移転、同一所在地となった）。各地方に設置されている国の各官庁の建築物の営繕（保守・管理）関連のほか、国土交通省直轄の道路・河川・ダム・砂防・港湾・住宅・下水道など社会資本（都市計画）関連の発注、技術管理、ネットワークの運用など、管轄地方の社会資本整備関連の行政においては、予算をどの工事に割り振るかを決定するいわゆる「箇所付」などの大きな権限を持っており、局予算規模は中規模都道府県の年間予算額に匹敵するという、巨大組織である。
旧建設省地方建設局時代は「地建（ちけん）」、旧運輸省港湾建設局時代は「港建（こうけん）」の略称があった。

## 組織
組織の部は全地方整備局共通である。

### 幹部
- 局長
- 副局長2人（北陸は1人、四国を除く。）
- 次長（北陸（1人）・四国（2人）に限る。）
  - 主任監査官
  - 入札契約監査官
  - 監査官（2人。うち1人は充て職。）
  - 広報広聴対策官
  - 適正業務管理官
  - 統括防災官
  - 総括防災調整官
  - 防災管理官
  - 防災情報調整官（四国を除く。）
  - 災害査定官（地方整備局を通じ16人以内。充て職。）
  - 防災室
  - 災害対策マネジメント室
  - 建設専門官（地方整備局を通じて1717人以内。各部・事務所に設置。）
  - 統括建設管理官（地方整備局を通じて3人。各部・事務所に設置。）
  - 先任建設管理官（地方整備局を通じて93人以内。各部・事務所に設置。）
  - 営繕技術専門官（地方整備局を通じて47人以内。各部・事務所に設置。）
  - 保全指導・監督官（地方整備局を通じて62人以内。各部・事務所に設置。）
  - 用地官（地方整備局を通じて23人以内。各部・事務所に設置。）

#### 総務部
主に各地整の内部調整を所管。なお、中部・近畿・九州の総務部長は副局長の充て職、四国の総務部長は次長の充て職となっている。
- 総括調整官（2人）
- 調査官（近畿は2人）
- 人事計画官
- 人事企画官
- 予算調整官
- 契約管理官（2人）
- 財産管理官（関東に限る。）
- 福利厚生官

- 人事課
- 総務課
- 会計課
- 契約課
- 経理調達課
- 厚生課

#### 企画部
地整管轄区域のプロジェクトの計画・推進はもちろん都市景観・都市空間の創出、研究開発、広報戦略、情報管理・処理、災害対策、機械の施工企画など、多岐にわたり所管。
- 企画調整官（北陸・近畿・四国を除く。）
- 企画調査官（北陸・近畿・四国に限る。）
- 技術企画官
- 環境調整官
- 技術調整管理官
- 技術開発調整官
- 事業調整官（東北を除く。）
- 工事品質調整官（東北・四国を除く。）
- 震災対策調整官（東北に限る。）
- 震災伝承推進官（東北に限る。）
- 総括技術検査官
- 技術検査官（地方整備局を通じ70人以内。うち37人は充て職。一局あたり10人以内。）
- 建設情報・施工高度化技術調整官
- 電気情報技術高度化調整官（関東に限る。）

- 企画課
- 広域計画課
- 技術管理課
- 技術調査課（関東・近畿に限る。）
- 施工企画課
- 情報通信技術課

#### 建政部
国土交通省発足で新設した部署。主に建設業等の許可・登録、都市計画・整備、住宅事業を所管。
- 事業認定調整官（北陸・四国を除く。）
- 建設産業調整官
- 建設業適正契約推進官
- 不動産業適正化推進官
- 土地市場監視官（関東・中部・九州に限る。）
- 都市調整官
- 公園調整官（関東・中部・近畿、九州に限る。）
- 住宅調整官

- 計画・建設産業課（北陸・四国に限る。）
- 計画管理課（北陸・四国を除く。）
- 建設産業課（東北・中部・中国・九州に限る。）
- 建設産業第一課（関東・近畿に限る。）
- 建設産業第二課（関東・近畿に限る。）
- 都市・住宅整備課（東北・北陸・中国・四国に限る。）
- 都市整備課（関東・中部・近畿・九州に限る。）
- 住宅整備課（関東・中部・近畿・九州に限る。）
- 建築安全課（関東・近畿に限る。）
- 公園利活用推進センター（関東に限る。）

#### 河川部
地整管轄区域の直轄河川の整備・管理の他、河川計画、河川整備・管理事業（河川、ダム、海岸）を所管。
- 河川調査官
- 水政調整官
- 地域河川調整官
- 総合土砂管理官（関東・中部に限る）
- 河川情報管理官
- 低潮線保全官（関東・九州に限る。）
- 河川保全管理官（北陸・四国を除く。）
- 広域水管理官
- 河川保全専門官（2人以内。うち1人は充て職。）
- 水災害対策専門官
- 上下水道調整官

- 水政課
- 河川計画課
- 地域河川課
- 河川環境課（北陸・四国を除く。）
- 河川工事課
- 河川管理課
- 水災害予報センター
- 水災害対策センター（関東・北陸・中部・中国に限る。）

#### 道路部
地整管轄の国道整備のほか、管轄区域自治体との幹線道路網整備も所管。
- 道路企画官（関東・近畿に限る。）
- 道路調査官（関東・近畿を除く。）
- 路政調整官
- 交通拠点調整官（関東に限る。）
- 地域道路調整官
- 特定道路工事対策官（北陸・四国・九州を除く。）
- 道路情報管理官
- 道路保全企画官
- 高規格道路管制官（関東・北陸・四国を除く。）
- 道路構造保全官（地方整備局を通じて62人以内。うち46人は充て職。一局あたり17人以内。）

- 路政課
- 道路計画課（北陸・中部・中国・四国に限る。）
- 道路計画第一課（東北・関東・近畿・九州に限る。）
- 道路計画第二課（東北・関東・近畿・九州に限る。）
- 地域道路課
- 計画調整課（関東・中部・近畿に限る。）
- 道路工事課
- 道路管理課
- 交通対策課

#### 港湾空港部
旧運輸省の各港湾建設局の事業を踏襲。管轄区域の直轄港湾・空港基本施設の整備事業（航空保安施設の整備と空港の維持管理、運営は地方航空局および空港管理者が所管）を所管。
- 港湾空港企画官
- 計画企画官
- 事業計画官
- 技術審査官
- 港湾危機管理官
- 統括港湾保安管理官（関東・北陸・近畿・九州に限る。）
- 港湾保安管理官（地方整備局を通じ16人。充て職）
- 事業継続計画官（関東・中部・近畿・九州に限る。）
- 港湾情報化推進官
- 港湾高度利用調整官
- 港政調整官
- 広域港湾管理官（九州に限る。）
- 品質検査官
- 東京国際空港対策官（関東に限る。）
- 補償管理官（関東・近畿に限る。）
- 土砂処分管理官（北陸・中部・近畿・九州に限る。）

- 港政課
- 港湾管理課
- 港湾計画課
- 港湾事業企画課
- 港湾空港整備・補償課（関東・九州を除く。）
- 港湾整備・補償課（関東・九州に限る。）
- 空港整備課（関東・九州に限る。）
- 海洋環境・技術課
- 港湾空港防災・危機管理課
- 特定離島港湾計画課（関東に限る。）
- クルーズ振興・港湾物流企画室
- 工事安全推進室
- 品質確保室
- 首都圏臨海防災センター（関東に限る。）
- 近畿圏臨海防災センター（近畿に限る。）

#### 営繕部
地整管轄の新築、改修等の営繕工事、官庁施設に関する保全指導などを所管。
- 営繕特別事業管理官（関東に限る。）
- 営繕調査官
- 営繕調整官（関東に限る。）
- 営繕品質管理官（北陸・四国を除く。）
- 設備技術対策官（北陸・四国を除く。）
- 官庁施設管理官
- 官庁施設防災対策官
- 営繕設計審査官（2人以内。関東は4人以内、四国は1人。）

- 計画課
- 調整課（北陸・四国を除く。）
- 整備課
- 営繕技術管理課（関東に限る。）
- 技術・評価課
- 保全指導・監督室

#### 用地部
河川、道路事業など関してとりわけ重要となる用地買収・補償などを所管。
- 用地調整官
- 用地調査官
- 用地計画官
- 用地補償・土地調整管理官

- 用地企画課
- 用地補償課
- 用地対策課

#### 事務所
河川（水系管理〈調査・整備・管理〉、ダム〈調査、工事、管理〉、砂防）、国道、港湾空港、技術〈建設・港湾〉、官庁営繕、国営公園等の各事務所は地方整備局の下部組織となる。
- 契約事務管理官（河川国道事務所等を通じて72人以内。）
- 用地対策官（河川国道事務所等を通じて75人以内。）
- 工事品質管理官（河川国道事務所等を通じて61人以内。）
- 事業対策官（河川国道事務所等を通じて121人以内。）
- 総括地域防災調整官（河川国道事務所等を通じて17人以内。）
- 地域防災調整官（河川国道事務所等を通じて46人以内。）
- 総括保全対策官（河川国道事務所等を通じて46人以内。）
- 電気情報技術調整官（河川国道事務所等を通じて7人以内。）
- 保全対策官（河川国道事務所等を通じて173人以内。）
- 占用調整管理官（河川国道事務所等を通じて59人以内。）
- 技術開発対策官（技術事務所を通じて2人以内。）
- 構造物維持管理官（技術事務所を通じて2人以内。）
- 雪害対策官（技術事務所を通じて1人。）
- 地震津波対策官（技術事務所を通じて1人。）
- 総括技術情報管理官（技術事務所を通じて8人以内。）
- 技術情報管理官（技術事務所を通じて16人以内。）
- 契約調整官（港湾事務所等を通じて4人以内）
- 補償調整官（港湾事務所等を通じて45人以内。）
- 沿岸防災対策官（港湾事務所等を通じて39人以内。）
- 海洋利用調整官（港湾事務所等を通じて6人以内。）
- 建設監督官（所要の河川国道事務所に設置。）
- 出張所（通常、事務所の下部組織となる。主に、工事の監督、河川・道路の管理（維持や許認可の窓口）を実施）

## 地方整備局の一覧
| 地方整備局名   | 管轄地域                                                                        | 本局所在地                                                   | 備考                                                                             |
| -------------- | ------------------------------------------------------------------------------- | ------------------------------------------------------------ | -------------------------------------------------------------------------------- |
| 東北地方整備局 | 青森県、岩手県、宮城県、 秋田県、山形県、福島県                                 | 宮城県仙台市青葉区本町三丁目3-1 仙台合同庁舎B棟              | 荒川・阿賀野川水系を除く 勿来バイパスを含む                                      |
| 関東地方整備局 | 茨城県、栃木県、群馬県、埼玉県、千葉県、 東京都、神奈川県、山梨県、長野県北部   | 埼玉県さいたま市中央区新都心 さいたま新都心合同庁舎2号館     | 利根川・富士川水系を含む 三国防災を含む                                          |
| 北陸地方整備局 | 新潟県、富山県、石川県 福井県（港湾空港行政）、長野県（一部業務）               | 新潟県新潟市中央区美咲町一丁目1番1号 新潟美咲合同庁舎1号館   | 荒川・阿賀野川・信濃川・ 関川・姫川・神通川水系を含む 八十里越・牛ノ谷道路を含む |
| 中部地方整備局 | 岐阜県、静岡県、愛知県、三重県、長野県南部                                      | 愛知県名古屋市中区三の丸二丁目5番地1号 名古屋合同庁舎第2号館 | 神通川・富士川・淀川・新宮川水系を除く 名阪道路を含む                            |
| 近畿地方整備局 | 滋賀県、京都府、大阪府、兵庫県、 奈良県、和歌山県、福井県（港湾空港行政を除く） | 大阪府大阪市中央区大手前三丁目1番41号 大手前同庁舎           | 淀川・新宮川水系を含む 冠山峠道路・新宮紀宝道路・奥瀞道路（III期)を含む          |
| 中国地方整備局 | 鳥取県、島根県、岡山県、広島県、山口県                                          | 広島県広島市中区上八丁堀6番30号 広島合同庁舎第2号館          | 港湾空港行政は山口県下関市を除く                                                 |
| 四国地方整備局 | 香川県、徳島県、愛媛県、高知県                                                  | 香川県高松市サンポート3番33号 高松サンポート合同庁舎         |                                                                                  |
| 九州地方整備局 | 福岡県、佐賀県、長崎県、熊本県、 大分県、宮崎県、鹿児島県                       | 福岡市博多区博多駅東2丁目10番7号 福岡第二合同庁舎            | 港湾空港行政は山口県下関市を含む                                                 |